# Sulfonação
Sulfonação é uma reação química de substituição que ocorre entre moléculas de hidrocarbonetos alcanos, cíclicos ou aromáticos, como o combustível a óleo.
Ocorre comumente com a autocatálise proveniente da formação do "sulfur" ou ácido sulfúrico fumegante (H2SO4.SO3). Alguns hidrocarbonetos, como o tolueno sofrem sulfonação com o ácido sulfúrico concentrado, bastando pouca elevação de temperatura.

## Equação química
A reação se apresenta da seguinte forma:
Sendo R um alcano qualquer com uma ligação de hidrogênio, um cicloalcano ou um aromático.
Os alcanos com três ou mais átomos de carbono (cadeias mais longas) sofrem reação de substituição, produzindo uma mistura de compostos, em que a maior quantidade a reação que aconteceu no carbono mais reativo, que segue a ordem.
C.Terciário > C.Secundário > C.Primário